# Sainte-Marie-Cappel
Sainte-Marie-Cappel je francouzská obec v departementu Nord v regionu Hauts-de-France. Žije zde 835 obyvatel.

## Geografie

### Sousední obce
| Růžice kompasu |           |                     | Terdeghem              | Růžice kompasu |
| Růžice kompasu | Cassel    | Sever               | Saint-Sylvestre-Cappel | Růžice kompasu |
| Růžice kompasu | Cassel    | Sainte-Marie-Cappel | Saint-Sylvestre-Cappel | Růžice kompasu |
| Růžice kompasu | Cassel    | Jih                 | Saint-Sylvestre-Cappel | Růžice kompasu |
| Růžice kompasu | Hondeghem |                     |                        | Růžice kompasu |